# فرانك كريستنسن (لاعب كرة قدم أمريكية)
فرانك كريستنسن (بالإنجليزية: Frank Christensen)‏ هو لاعب كرة قدم أمريكية أمريكي، ولد في 1 يونيو 1910 في مدينة سولت ليك في الولايات المتحدة، وتوفي في 6 سبتمبر 2001.

## وصلات خارجية
- فرانك كريستنسن على موقع مرجع كرة القدم المحترفة.كوم (الإنجليزية)